# 盧阿馬河
4°45′28″S 26°52′53″E / 4.7579°S 26.8814°E
盧阿馬河（Luama River），是剛果民主共和國的河流，位於該國東部，處於首都金夏沙以東1,300公里，屬於盧阿拉巴河的支流，發源自坦干依喀湖以西，流經馬涅馬省。